# Francesco Ragonesi

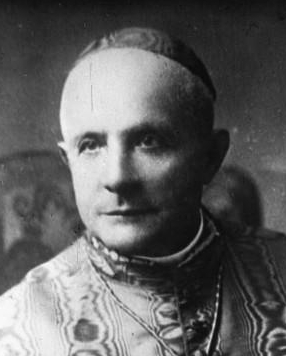
Francesco Kardinal Ragonesi (1922)

Kardinalswappen

Francesco Kardinal Ragonesi (* 21. Dezember 1850 in Bagnaia, Provinz Viterbo, Italien; † 14. September 1931 in Poggio a Caiano, Provinz Prato) war ein vatikanischer Diplomat und später Kurienkardinal der römisch-katholischen Kirche.

## Leben

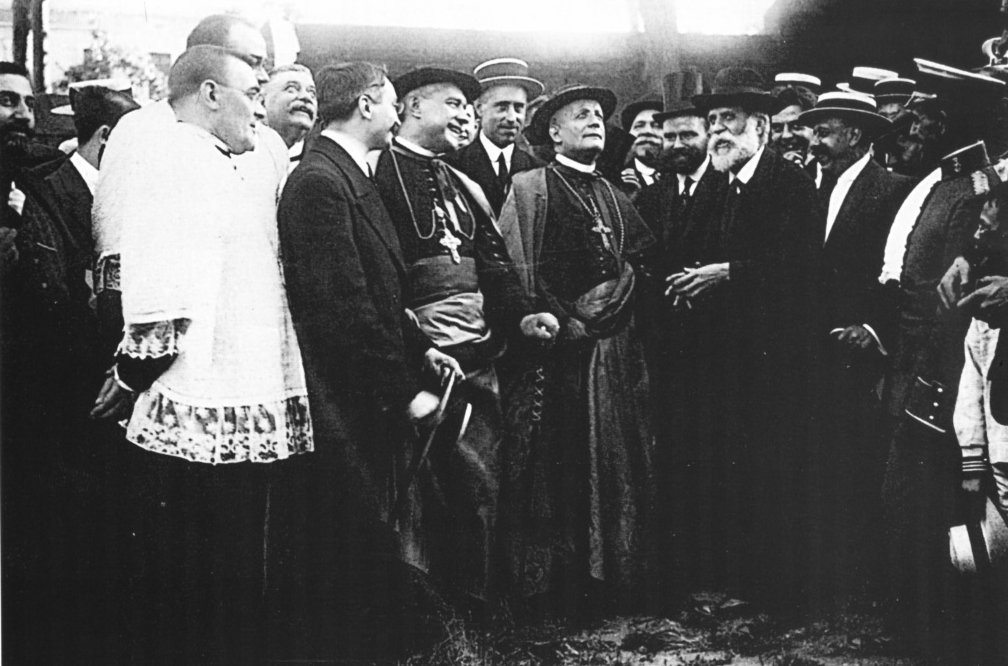
Nuntius Ragonesi (Bildmitte) besichtigt 1915 mit Architekt Antoni Gaudí (rechts mit weißem Bart) die fertiggestellten Teile der Sühnekirche Sagrada Família in Barcelona

Francesco Ragonesi schloss seine Studien in Viterbo und Rom mit Promotionen in Philosophie, Theologie, Kanonischem Recht und Zivilrecht ab. Nach seiner Priesterweihe arbeitete er kurze Zeit in der Pfarrseelsorge, ehe er ab 1879 am Priesterseminar von Viterbo Geschichte und Biblische Theologie unterrichtete. Von 1885 bis 1904 versah er das Amt des Generalvikars der Diözese Viterbo. 1889 zeichnete ihn Leo XIII. mit dem Titel eines Päpstlichen Hausprälaten aus.
Am 14. September 1904 ernannte ihn Papst Pius X. zum Apostolischen Delegaten für Kolumbien und zum Titularerzbischof von Myra. Die Bischofsweihe spendete ihm Rafael Kardinal Merry del Val y Zulueta, der Kardinalstaatssekretär, am 25. September desselben Jahres; Mitkonsekratoren waren Antonio Maria Grasselli, Bischof von Viterbo, und Domenico Rinaldini, Bischof von Montefiascone. Von 1913 bis 1921 vertrat er als Apostolischer Nuntius den Heiligen Stuhl in Spanien. 1921 nahm ihn Papst Benedikt XV. als Kardinalpriester mit der Titelkirche San Marcello in das Kardinalskollegium auf. Kardinal Ragonesi nahm im Jahr darauf am Konklave 1922 teil. Im Mai 1924 war er als päpstlicher Repräsentant auf einem Eucharistiekongress in Latium. Papst Pius XI. ernannte Francesco Ragonesi 1926 zum Kardinalpräfekten des Obersten Gerichtshofs der Apostolischen Signatur. Vom 17. Dezember 1928 bis 17. Juli 1929 war er Kämmerer des Kardinalskollegiums.
Kardinal Ragonesi starb am 14. September 1931 während eines Erholungsaufenthaltes im Mutterhaus der Schwestern vom Heiligsten Herzen Jesu in Poggio a Caiano.